# Video Girl Ai
Video Girl Ai (яп. 電影少女 VIDEO GIRL AI дэнъэй сё:дзё бидэо га:ру Ай) — фантастическая манга за авторством Масакадзу Кацурой, рассказывающая о мальчике Ёта Мотэути, получившем волшебные видеокассеты, из которых могут выходить живые девушки.
Манга выходила с 1990 по 1993 год в журнале Weekly Shonen Jump, за это время издательством Shueisha было выпущено 15 томов. Манга была распродана тиражом в 14 миллионов.
В 1992 году первые 3 тома манги были адаптированы студией IG Tatsunoko (ныне Production I.G) в виде OVA-сериала состоящего из 6 серий. В 1991 году по мотивам манги был снят художественный фильм.
Первые 13 томов рассказывают о видеодевушке Ай Амано по прозвищу «Видеодевушка Ай». Последние два тома, выпущенные год спустя, посвящены видеодевушке Рэн («Видеодевушка Рэн»). Игра слов в этих двух названиях была утеряна при переводе (Рэн+Ай=рэнъай, японское название той разновидности романтической комедии, какой является «Видеодевушка Ай»). Хотя главные герои в них разные, «Ай» и «Рэн» связаны между собой. Двое персонажей из первых тринадцати глав появляются в последних двух. Пятнадцатый том завершается бонусной главой о видеодевушке Харуно. Её история уже не связана с историями Ай и Рэн.

## Сюжет
В начале истории Ёта Мотэути обнаруживает, что Моэми Хаякава, девушка, которая ему нравится, влюблена в его лучшего друга, Такаси Нимай. Ёта страдает от неразделённой любви и одновременно переживает за Моэми, которая тоже отвергнута.
Позже он оказывается в загадочном видеопрокате под названием «Гокураку» («Рай»), где все кассеты обладают необыкновенным свойством: записанные на них «видеодевушки» способны сойти с экрана телевизора, чтобы утешить обладателя кассеты. Не имея понятия о видеодевушках, Ёта берет кассету «Я утешу тебя» с Ай Амано. Ай оживает, чтобы скрасить жизнь Ёты и помочь ему завоевать свою возлюбленную.
Однако Ёта воспроизводит эту кассету на неисправном видеомагнитофоне, из-за чего Ай тоже обретает некоторые «дефекты»; среди прочих «побочных эффектов» — способность испытывать эмоции. Эта черта Ай приводит к тому, что она влюбляется в Ёту. Ёта, в свою очередь, начинает о ней заботиться и испытывать искреннее расположение. Но создатель Ай в «Гокураку», Ролекс, решает отозвать Ай как неспособную исполнять свои функции.

## Персонажи
Ай Амано (яп. 天野 あい Амано Ай) — красивая и полная энергии девушка. Видеодевушки должны быть нежными, грациозными и отлично уметь готовить. Но из-за неисправности в видеомагнитофоне Ёты Ай становится похожей на мальчика, склонной к грубой речи и насилию и неспособной готовить (ей приходится учиться готовить заново). Но при этом она очень добрая и чуткая к переживаниям других людей.
Сэйю: Мэгуми Хаясибара
Моэми Хаякава (яп. 早川 もえみ Хаякава Моэми) — очень привлекательная девушка, безнадёжно влюблённая в Такаси. Моэми очень высокого мнения о Ёте, часто обращается к нему за дружеской поддержкой.
Сэйю: Юри Амано
Такаси Ниимай (яп. 新舞 貴志 Ниимай Такаси) — музыкант, окруженный поклонницами (но он к ним остаётся равнодушен). Один из лучших друзей Ёты, он отвергает Моэми, потому что знает, какие чувства к ней испытывает Ёта.
Сэйю: Кодзи Цудзитани
Нобуко Нидзаки (яп. 仁崎 伸子 Нидзаки Нобуко) — девушка из художественного кружка, на год младше Ёты. Присутствует только в манге.
Нацуми Ямагути (яп. 山口 夏美 Ямагути Нацуми) — девушка, осиротевшая и убежавшая из дома. Они были друзьями с Ётой в детском саду. Позже её семья переехала. Она из тех, кто протянет руку помощи в трудную минуту. Появляется только в манге.

### Герои манги «Видеодевушка Рэн»
Рэн Момоно — Новая, ещё не протестированная видеодевушка.
Хирому Тагути и Тосики Карукава — ребята, взявшие кассету с Рэн напрокат. Хирому — главное действующее лицо в этой истории, он такой же застенчивый, каким был Ёта. Ему очень нравится Аюми, но их отношения осложняют его застенчивость и испорченная репутация Аюми. Вскоре они обручились, но Хирому был так счастлив, что перестал уделять должное внимание Аюми, и они временно расстаются, пока он «не отыщет её снова в своей памяти». Тосики, с другой стороны, более общителен и склонен к типичному подростковому поведению, например, он часто пытается подглядывать за Рэн (что выводит её из себя).
Аюми Сиракава — Девушка, в которую влюблён Хирому. Однако слух, распускаемый её бывшим парнем, выходит за пределы школы, где она учится (Хирому и Аюми учатся в разных школах). Благодаря плану Рэн Аюми узнает, кто стоит за этим. Затем она расстается со своим парнем окончательно и начинает встречаться с Хирому.
Ёта Мотэути — Ёта, повзрослевший на восемь лет. Он преподаёт в художественной школе, которую посещают Хирому и Аюми.